# ИК Старт
Идретсклубен Старт (на норвежки: Idrettsklubben Start) е норвежки футболен клуб, базиран в град Кристиансан. Играе мачовете си на стадион Сьор Арена.

## Успехи
- Шампион на Норвегия за 1978 и 1980 г.
- Купата на Норвегия за 2004

## Български футболисти
- Вилян Бижев: 2012 под наем (1 мач - 0 гола)